# Chloephorini
Chloephorini — триба чешуекрылых семейства нолид. По некоторым источникам, подсемейство совок.

## Описание
Мотыльки средних и мелких размеров. На передних крыльях костальная жилка при основании не вытянута, редко узкие с параллельными краями, например, Kerala decipiens, в области ячейки нет пучков приподнятых щетинок; основной фон передних крыльев нередко яркий: зелёный, красный, красно-коричневый, белый или серебристо-белый; рисунок передних крыльев часто значительно модифицирован или редуцирован.